# SCL 2243-0935
SCL 2243-0935 è un superammasso di galassie situato in direzione della costellazione dell'Aquario alla distanza di oltre 4,6 miliardi di anni luce dalla Terra ("light travel time") (redshift: z = 0,447).
Le dimensioni sono stimate in 45 × 15 × 50 Megaparsec, rappresentando quindi uno dei maggiori superammassi conosciuti a redshift intermedio, superando in questo A901/902 e MS 0302+17. 
Al centro è situato l'ammasso di galassie MCXC J2243.3-0935 (o MACS J2243-0935).